# Rush (2013)
Rush is een Amerikaans-Brits-Duitse biografische film uit 2013, geregisseerd door Ron Howard en geschreven door Peter Morgan.

## Verhaal
De film is een waargebeurd verhaal over het Formule 1-seizoen 1976.
Het verhaal start met de stem van Niki Lauda (Daniel Brühl) die vertelt over de twee dingen waar hij bekend mee is geworden: zijn wereldtitels in de Formule 1 en de gebeurtenissen in het seizoen 1976. De film is dan ook voor een groot gedeelte gefocust op dit seizoen waarin Lauda de concurrentie aangaat om de titel met de Engelse coureur James Hunt (Chris Hemsworth).
Na een slechte start voor Hunt in het seizoen 1976 door onder andere reglementaire fouten aan zijn wagen slaat Lauda in de beginweken van het seizoen direct al een behoorlijk gat met zijn grootste concurrent. Na enkele weken geracet te hebben komen de twee heren echter weer dichter bij elkaar en begint de eindstrijd om de titel. Als aan aanvang van de race op de Nürburgring, bekend als de gevaarlijkste race op de Formule 1-kalender, het enorm hard begint te regenen roept Lauda al zijn mede-coureurs bij zich om voor te stellen de race af te lasten ivm mogelijk gevaar. Met 1 stem verschil wordt uiteindelijk toch beslist de race door te laten gaan, nadat Hunt en Lauda tijdens het overleg in discussie waren geraakt. Doordat Hunt volgens eigen zeggen geliefder was bij zijn collega's kozen de meesten voor zijn kant om de race door te laten gaan.
De race startte en Lauda stapte ondanks zijn twijfels over het parcours en de weersomstandigheden toch in. Wat volgde was een gevaarlijke gebeurtenis die uiteindelijk diepgaande gevolgen voor Lauda had. Bij het uitkomen van een bocht knapte er een onderdeel in zijn bolide waardoor hij met volle snelheid in de vangrails reed. Zijn auto vatte direct vlam en werd weer de baan op geslingerd. Coureurs die op dat moment ter plekke waren stopten direct hun wagens en probeerden Lauda uit zijn hevig brandende auto te bevrijden. Nadat dit gelukt was werd hij direct naar het ziekenhuis gereden, waar hij zou moeten genezen van zijn 2e en 3e graads brandwonden en zijn longen uitgezogen zouden moeten worden van alle giftige stoffen die hij had ingeademd.
In de periode dat Lauda in het ziekenhuis voor zijn leven vocht kon Hunt de achterstand in het kampioenschap terug brengen tot enkele punten. Iets wat Lauda maar al te goed besefte doordat hij de beelden op tv in zijn kamer kon zien. Mede hierdoor raakte Lauda nog zelfverzekerder om terug te keren en zorgde hij ervoor dat de artsen sneller aan zijn herstel zouden werken. Na enkele weken zat Lauda weer terug in zijn wagen en zou de allerlaatste race in Japan de beslissing moeten geven om wie kampioen zou worden. Ook bij deze race regende het dusdanig hard dat het racen een gevaar zou kunnen vormen voor de coureurs. Omdat de uitzendrechten echter al verkocht waren aan een recordaantal tv-stations moest de race onder druk van de televisie doorgaan. Na een paar ronden gaf Niki Lauda op en kon Hunt vol voor de winst gaan. Dit gebeurde echter niet, want Hunt liep veel vertraging op en moest nog hard werken om derde te worden, waardoor hij genoeg punten zou hebben om de kampioen te zijn. Na een zware race lukte dit uiteindelijke en werd Hunt met slechts 1 punt verschil op Lauda kampioen van de Formule 1.
Aan het einde van de film zoekt Hunt Lauda op die aan het sleutelen was aan zijn vliegtuig, een nieuwe hobby van hem. Lauda vraagt Hunt zich snel weer te focussen op de Formule 1 om hem het aankomende jaar te kunnen verslaan. Hunt gaf echter aan zijn doel bereikt te hebben en nog te blijven genieten van zijn winst de komende tijd.
Afsluitend is er een korte samenvatting te zien wat er van Hunt geworden is, en de echte Niki Lauda die op het einde van de film aangeeft dat Hunt een van de weinige coureurs was met wie hij echt goed kon opschieten.

## Rolverdeling
| Acteur                | Personage                 |
| --------------------- | ------------------------- |
| Chris Hemsworth       | James Hunt                |
| Daniel Brühl          | Niki Lauda                |
| Olivia Wilde          | Suzy Miller               |
| Alexandra Maria Lara  | Marlene Lauda             |
| Pierfrancesco Favino  | Clay Regazzoni            |
| David Calder          | Louis Stanley             |
| Natalie Dormer        | Zuster Gemma              |
| Stephen Mangan        | Alastair Caldwell         |
| Christian McKay       | Lord Alexander Hesketh    |
| Alistair Petrie       | Stirling Moss             |
| Julian Rhind-Tutt     | Anthony "Bubbles" Horsley |
| Colin Stinton         | Teddy Mayer               |
| Augusto Dallara       | Enzo Ferrari              |
| Ilario Calvo          | Luca di Montezemolo       |
| Joséphine de La Baume | Agnes Bonnet              |
| Tom Wlaschiha         | Harald Ertl               |
| Patrick Baladi        | John Logan                |

## Achtergrond

### Productie
De opnamen vonden plaats in onder meer Cadwell Park Race Circuit, Louth, Lincolnshire, Longcross Studios, Chobham Lane, Longcross, Surrey, Donington Park, Wilson, Leicestershire, Blackbush Airport, Hampshire in Engeland. En in Keulen, Noordrijn-Westfalen, Nürburgring, Rijnland-Palts in Duitsland. De totale productiekosten van de film waren 38 miljoen dollar.
De film had zijn wereldpremière op het Leicester Square in Londen op 2 september 2013. Niki Lauda was bij de première aanwezig.

### Muziek
De originele filmmuziek werd gecomponeerd door Hans Zimmer en is uitgebracht op een soundtrackalbum en bevat:
1. 1976 (3:00)
2. I Could Show You If You'd Like (0:44)
3. I hear you knocking - Dave Edmunds (2:46)
4. Stopwatch (1:29)
5. Into The Red (3:15)
6. Budgie (1:28)
7. Scuderia (0:53)
8. Gimme Some Lovin - Steve Winwood (2:52)
9. Oysters In The Pits (1:05)
10. 20% (1:01)
11. Dyna-Mite - Mud (2:55)
12. Watkins Glen (1:49)
13. Loose Cannon (0:35)
14. The Rocker - Thin Lizzy (5:08)
15. Car Trouble (2:37)
16. Glück (1:14)
17. Nürburgring (5:33)
18. Inferno (3:30)
19. Mount Fuji (3:48)
20. For Love (2:48)
21. Reign (3:05)
22. Fame - David Bowie (4:11)
23. Lost But Won (6:16)
24. My Best Enemy (2:33)